# Öronquetzal
Öronquetzal (Euptilotis neoxenus) är en fågel i familjen trogoner inom ordningen trogonfåglar.

## Utbredning och systematik
Öronquetzalen placeras som enda art i släktet Euptilotis. Fågeln förekommer i bergsskogar i västra Mexiko, tillfälligt även sydöstra Arizona. Den behandlas som monotypisk, det vill säga att den inte delas in i några underarter.

## Status
Öronquetzalen är en förhållandevis fåtalig art, med en uppskattad världspopulation på under 50 000 individer. Den har dock ett rätt stort utbredningsområde, beståndet anses stabilt och det föreligger inga substantiella hot mot arten. Internationella naturvårdsunionen IUCN listar den därför som livskraftig (LC).